# Millennium Bank Hipoteczny
Millennium Bank Hipoteczny S.A. – bank hipoteczny założony w 2020 z siedzibą w Warszawie. Członek grupy kapitałowej Banku Millennium.

## Historia
Bank został założony w 2020 w Warszawie jako bank hipoteczny i jego jedynym właścicielem jest Bank Millennium. W 2021 rozpoczął działalność, od tego roku przeprowadza emisje listów zastawnych w celu finansowania portfela kredytów hipotecznych.
Pomiędzy bankiem a jego właścicielem regularnie odbywa się pooling, czyli przenoszenie kredytów hipotecznych udzielonych przez bank uniwersalny do banku hipotecznego w ramach procesów zarządzania płynnością. Ponadto, bank prowadzi nową sprzedaż kredytów hipotecznych.